# 西祖谷山村上吾橋
西祖谷山村上吾橋（にしいややまむらかみあわし）は、徳島県三好市の町名。郵便番号は778-0104。

## 地理
三好市の南西部に位置。南は西祖谷山村下吾橋、北は西祖谷山村北浦山・西祖谷山村尾井ノ内、東は西祖谷山村重末・西祖谷山村東山、西は西祖谷山村榎とそれぞれ接する。地域にある吾橋・雲海展望台はからは大歩危・吉野川や高知方面も眺望ができ、雲海の名所として知られる。

### 小字
- 吾橋西名

## 歴史
- 2006年（平成18年）3月1日 - 三好郡西祖谷山村が三野町・池田町・山城町・井川町・東祖谷山村と合併して三好市が発足し、現在の町名となる。

## 世帯数と人口
2021年（令和3年）12月31日現在の世帯数と人口は以下の通りである。
| 町丁             | 世帯数 | 人口 |
| ---------------- | ------ | ---- |
| 西祖谷山村上吾橋 | 26世帯 | 46人 |

## 小・中学校の学区
市立小・中学校に通う場合、学区は以下の通りとなる。
| 番地 | 小学校             | 中学校               |
| ---- | ------------------ | -------------------- |
| 全域 | 三好市立吾橋小学校 | 三好市立西祖谷中学校 |

## 施設
- 吾橋・雲海展望台
- 安楽寺 - 阿波秘境七福神。
- 栃乃木神社
- 五所神社

## 交通

### 鉄道
- 最寄駅はJR土讃線の大歩危駅。

### 道路
都道府県道
- 徳島県道32号山城東祖谷山線